# フォワードレート
フォワードレート（英: forward rate）とは、債券の将来のイールドであり、イールドカーブを用いて計算される。例えば、3か月物米国債の今から6か月後のイールドはフォワードレートである。

## フォワードレートの計算
フォワードレートを計算するためにはゼロクーポンイールドカーブが必要になる。フォワードレートの計算に用いられる一般的な公式は以下のようになる。

### 単利
{\displaystyle r_{t_{1},t_{2}}={\frac {1}{d_{2}-d_{1}}}\left({\frac {1+r_{2}d_{2}}{1+r_{1}d_{1}}}-1\right)}

### 複利
{\displaystyle r_{t_{1},t_{2}}=\left({\frac {(1+r_{2})^{d_{2}}}{(1+r_{1})^{d_{1}}}}\right)^{\frac {1}{d_{2}-d_{1}}}-1}

### 指数レート
{\displaystyle r_{t_{1},t_{2}}={\frac {r_{2}d_{2}-r_{1}d_{1}}{d_{2}-d_{1}}}}
{\displaystyle r_{t_{1},t_{2}}}  は {\displaystyle t_{1}} から {\displaystyle t_{2}} までのフォワードレート、
{\displaystyle d_{1}} は時点0から時点 {\displaystyle t_{1}} までの長さ（単位は年数）、
{\displaystyle d_{2}} は時点0から時点 {\displaystyle t_{2}} までの長さ（単位は年数）、
{\displaystyle r_{1}} は期間 {\displaystyle (0,t_{1})} におけるゼロクーポンイールド、
{\displaystyle r_{2}} は期間 {\displaystyle (0,t_{2})} におけるゼロクーポンイールドである。

### 導出
期間 {\displaystyle (0,t_{1})} までの金利 {\displaystyle r_{1}} と期間 {\displaystyle (0,t_{2})} までの金利 {\displaystyle r_{2}} が与えられたとして、期間 {\displaystyle (t_{1},t_{2})} における将来の金利を見つけよう。このためには、期間 {\displaystyle (t_{1},t_{2})} におけるフォワードレート {\displaystyle r_{t_{1},t_{2}}} を計算しなくてはならない。この計算には、期間 {\displaystyle (0,t_{1})} において金利 {\displaystyle r_{1}} で投資を行い、更に期間 {\displaystyle (t_{1},t_{2})} において金利 {\displaystyle r_{t_{1},t_{2}}} で再投資した時に、それが期間 {\displaystyle (0,t_{2})} において金利 {\displaystyle r_{2}} で投資した値と同じになるようにしなくてはならない。数学的には
{\displaystyle (1+r_{1})^{d_{1}}(1+r_{t_{1},t_{2}})^{d_{2}-d_{1}}=(1+r_{2})^{d_{2}}}
となる。この式を {\displaystyle r_{t_{1},t_{2}}} について解くことで上の式が得られる。

## 関連する投資商品
- 金利先渡契約（英語版）
- 変動利付債（英語版）